# Сидни (Ајова)
Сидни (енгл. Sidney) град је у америчкој савезној држави Ајова. По попису становништва из 2010. у њему је живело 1.138 становника.

## Демографија
Према попису становништва из 2010. у граду је живело 1.138 становника, што је -162 (-12.5%) становника више него 2000. године.
| Група             | 2000.         | 2010.         |
| Белци             | 1.264 (97,2%) | 1.095 (96,2%) |
| Афроамериканци    | 0 (0,0%)      | 5 (0,4%)      |
| Азијати           | 1 (0,1%)      | 2 (0,2%)      |
| Хиспаноамериканци | 31 (2,4%)     | 18 (1,6%)     |
| Укупно            | 1.300         | 1.138         |